# Natalie Mendoza
Natalie Jackson Mendoza (12 de agosto de 1976) es una actriz, cantante y músico australiana, conocida principalmente por haber interpretado el papel de Jackie Clunes en la serie dramática de televisión Hotel Babylon (2006-2008) y a Juno en las películas de terror The Descent y su secuela The Descent Part 2.

## Filmografía

### Cine
- Beast Master (1999)
- Muggers (2000)
- South Pacific (2001)
- Moulin Rouge! (2001)
- Horseplay (2003)
- Código 46 (2003)
- The Descent (2005)
- The Great Raid (2005)
- Surviving Evil (2008)
- The Descent Part 2 (2009)

### Televisión
- The Music of Andrew Lloyd Webber (1995) (TV)
- Wildside (1998) (TV)
- Fearless (1999) (TV)
- Farscape (1999) (TV)
- Hotel Babylon (2006–2008) (TV)
- Hard Knox (2001) (TV)